# NHL Entry Draft 2001
2001 NHL Entry Draft var den 39:e NHL-draften. Den ägde rum 23–24 juni 2001 i National Car Rental Center som ligger i Sunrise, Florida, USA.
Atlanta Trashers var först ut att välja spelare och de valde ryssen Ilja Kovaltjuk.